# Owocowiec
Owocowiec (Artibeus) – rodzaj ssaków z podrodziny owocnikowców (Stenodermatinae) w obrębie rodziny liścionosowatych (Phyllostomidae).

## Rozmieszczenie geograficzne
Rodzaj obejmuje gatunki występujące w Ameryce.

## Morfologia
Długość ciała 5,9–10,4 cm, długość przedramienia 4,4–7,5 mm; masa ciała 18–69 g.

## Systematyka
Rodzaj zdefiniował w 1821 roku angielski przyrodnik William Elford Leach w artykule zatytułowanym Charakterystyka siedmiu rodzajów nietoperzy z liściastymi wyrostkami na nosie, opublikowanym w czasopiśmie „Transactions of the Linnean Society of London”. Gatunkiem typowym jest (oznaczenie monotypowe) owocowiec liścionosy (A. jamaicensis).

### Etymologia
- Artibeus (Artibaeus, Arctibeus, Arctibius, Artibacus, Artiboeus, Artobius, Artiheus): gr. αρτι arti ‘prosty’; βάω baō, βαινω bainō ‘iść’[19].
- Madataeus (Medateus, Madaeteus, Madateus): etymologia niejasna, Leach nie wyjaśnił pochodzenia nazwy rodzajowej[20]. Gatunek typowy (oznaczenie monotypowe): Madataeus lewisii Leach, 1821 (= Artibeus jamaicensis Leach, 1821).
- Pteroderma: gr. πτερον pteron ‘skrzydło’; δερμα derma, δερματος dermatos ‘skóra’[21]. Gatunek typowy (oznaczenie monotypowe): Pteroderma  perspicillatum P. Gervais, 1856 (= Phyllostoma obscurum H.R. Schinz, 1821).
- Koopmania: Karl F. Koopman (1920–1997), amerykański zoolog, chiropterolog[13]. Gatunek typowy (oryginalne oznaczenie): Artibeus concolor W.C.H. Peters, 1865.

### Podział systematyczny
Do rodzaju należą następujące gatunki:
- Artibeus concolor W.C.H. Peters, 1865 – owocowiec jednobarwny
- Artibeus inopinatus W.B. Davis & D.C. Carter, 1964 – owocowiec bananowy
- Artibeus fraterculus H.E. Anthony, 1924 – owocowiec towarzyski
- Artibeus hirsutus Andersen, 1906 – owocowiec owłosiony
- Artibeus fimbriatus J.E. Gray, 1838 – owocowiec frędzelkowaty
- Artibeus aequatorialis Andersen, 1906
- Artibeus jamaicensis Leach, 1821 – owocowiec liścionosy
- Artibeus obscurus (H.R. Schinz, 1821) – owocowiec ciemny
- Artibeus schwartzi J.K. Jones, 1978
- Artibeus lituratus (I. von Olfers, 1818) – owocowiec duży
- Artibeus intermedius J.A. Allen, 1897
- Artibeus amplus Handley, 1987 – owocowiec wielki
- Artibeus planirostris (von Spix, 1823) – owocowiec płaskolicy

Opisano również gatunek wymarły z czwartorzędu Kuby:
- Artibeus anthonyi Woloszyn & Silva Taboada, 1977